# (2463) Sterpin
(2463) Sterpin es un asteroide perteneciente al cinturón de asteroides, descubierto el 10 de marzo de 1934 por George Van Biesbroeck desde el Observatorio Yerkes, Wisconsin, Estados Unidos.

## Designación y nombre
Designado provisionalmente como 1934 FF. Fue nombrado Sterpin en homenaje a "Julia Sterpin Van Biesbroeck" esposa del descubridor.